# بانهوفسفیرتل
بانهوفسفیرتل (به آلمانی: Frankfurt-Bahnhofsviertel) یک منطقهٔ مسکونی در آلمان است که در فرانکفورت واقع شده‌است. بانهوفسفیرتل ۲٬۱۵۹ نفر جمعیت دارد.

## نگارخانه

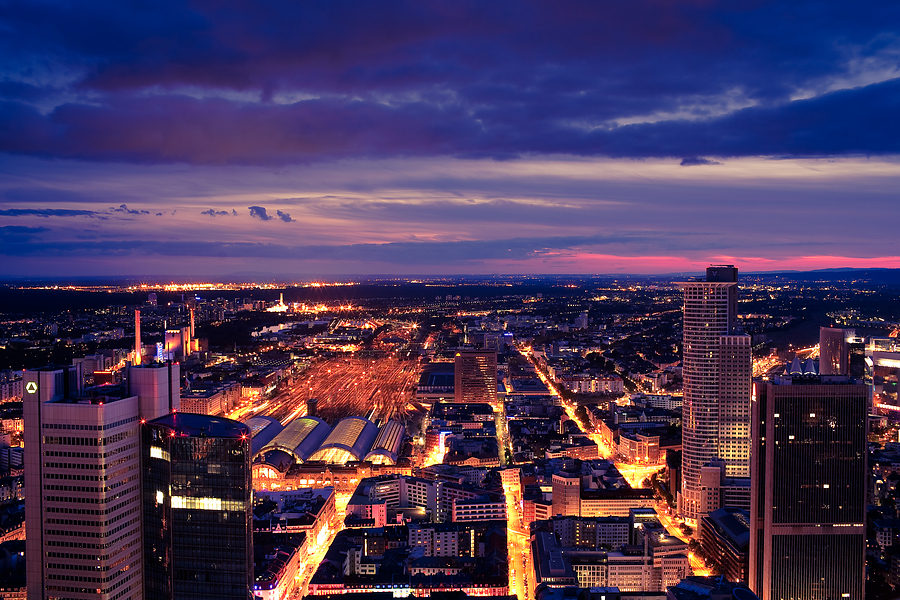
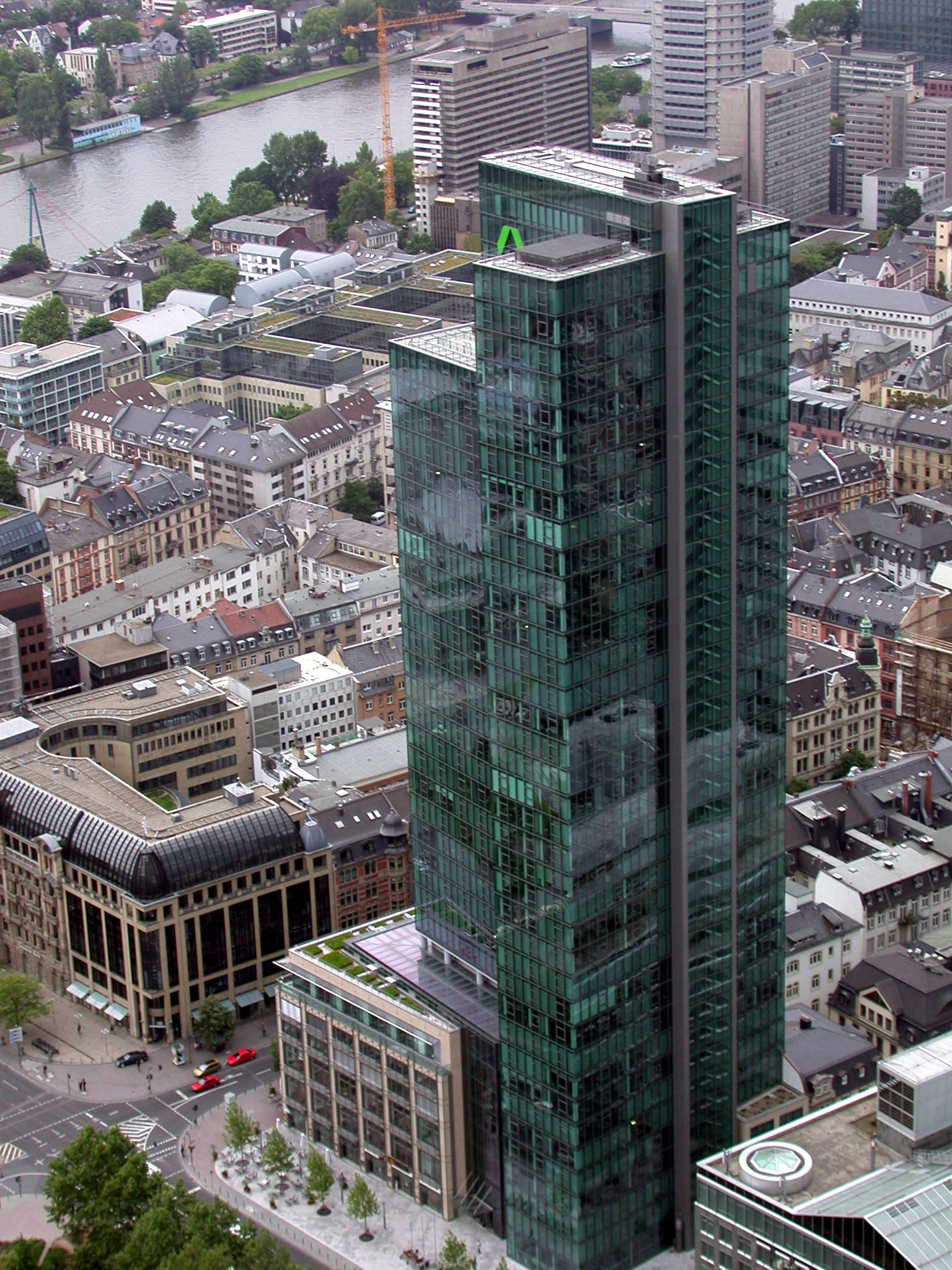
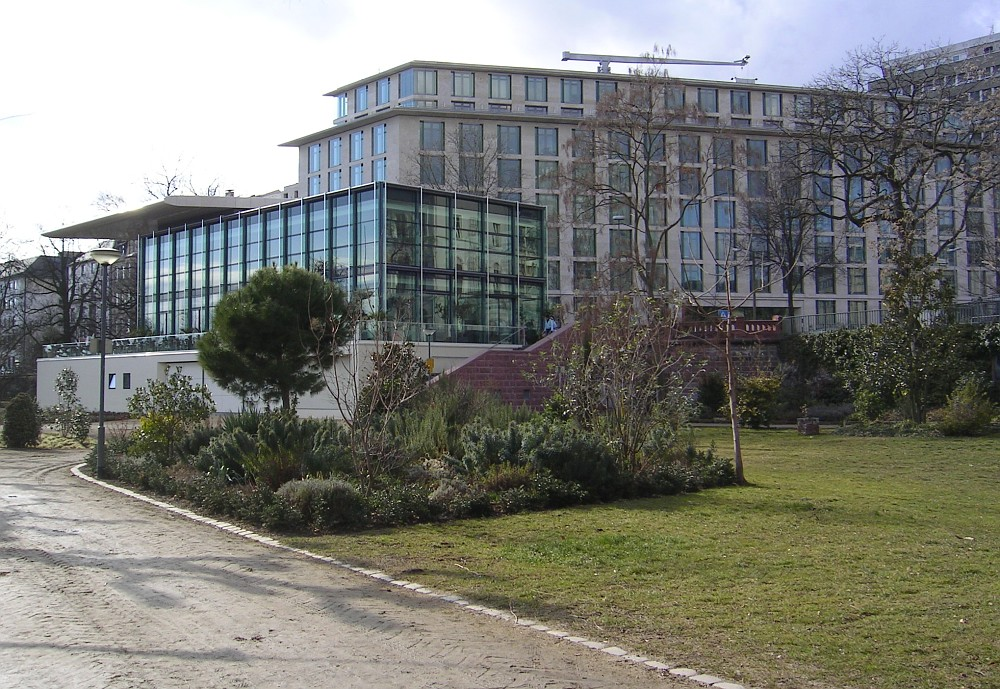
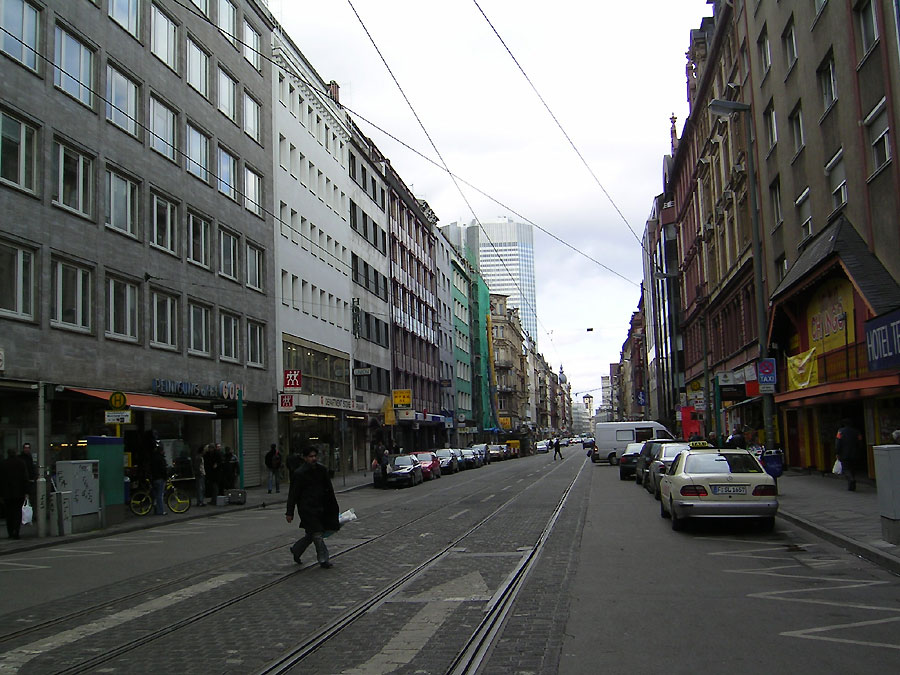
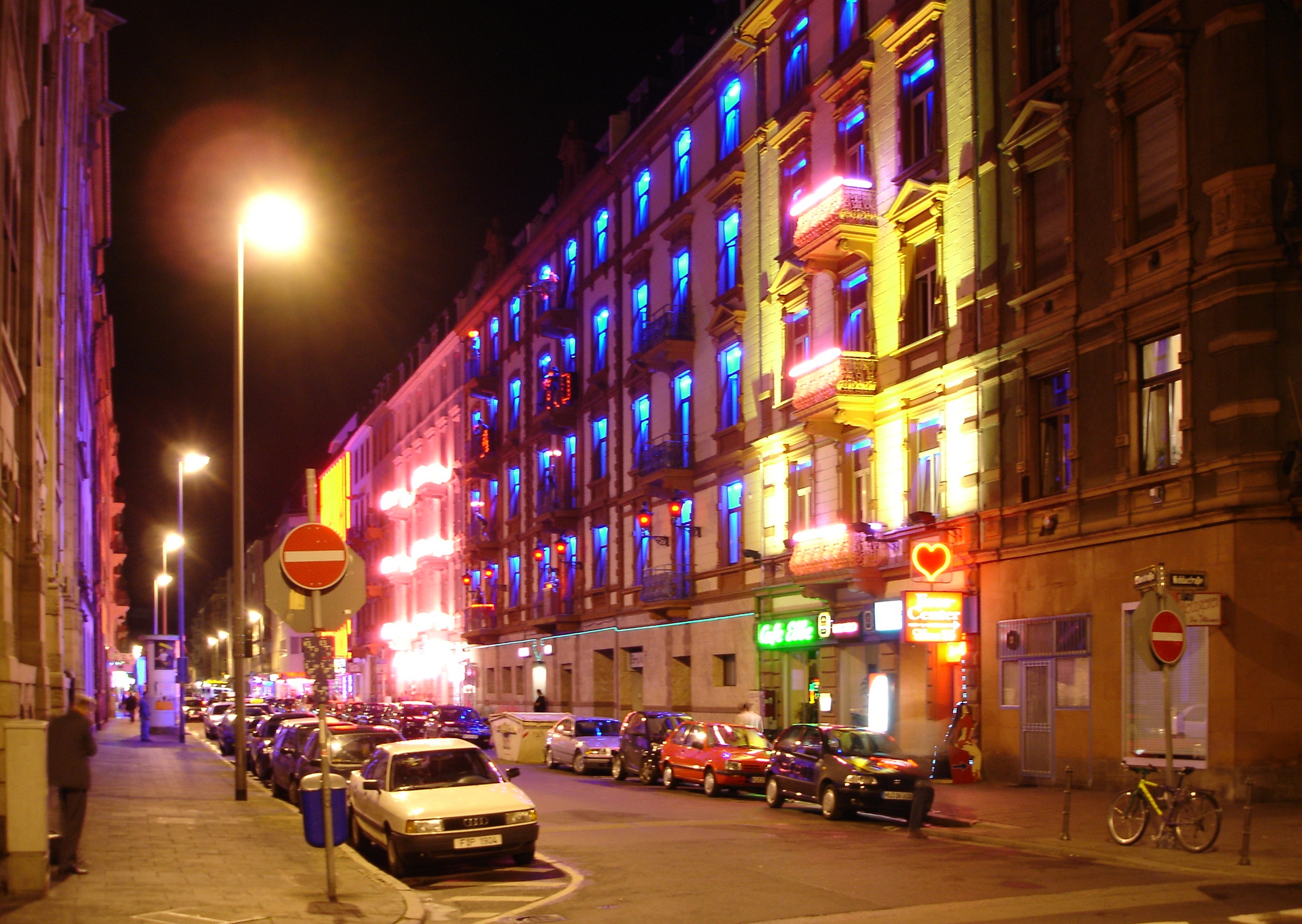